# Partidul Civic Maghiar
Partidul Civic Maghiar (în maghiară Magyar Polgári Párt) a fost un partid politic de dreapta din România. Președintele partidului a fost János Mezei. În programul formațiunii este înscrisă autonomia Ținutului Secuiesc, precum și obținerea de drepturi mai generoase pentru minorități. PCM a fost înregistrat oficial în ianuarie 2008.
Partidul a fost înființat de organizația Uniunea Civică Maghiară (UCM), înființată la rândul ei în anul 2001. Acesta se prezintă drept o alternativă față de Uniunea Democrată Maghiară din România.

## Alegeri

### Alegerile din 2004
La alegerile locale din 2004 majoritatea candidaților simpatizanți ai UCM au participat ca independenți ori pe liste comune cu Acțiunea Populară (AP). Cel mai bun rezultat a fost obținut în Harghita, unde 3 membri ai UCM au obținut mandate de consilieri județeni, iar Jenõ Szász a fost reales primar al municipiului Odorheiu Secuiesc cu 51,5% din voturi.
La alegerile parlamentare UCM a participat pe liste comune cu Acțiunea Populară.

### Alegerile din 2008
În anul 2008, după înregistrarea ca partid, PCM a participat la alegerile locale cu mai puțin succes (15 % la nivelul minorității maghiare din Transilvania și 37 % la nivelul Ținutului Secuiesc). Jenõ Szász a pierdut președinția Consiliului Județean Harghita în fața candidatului UDMR, Borboly Csaba. La alegerile parlamentare din același an, PCM n-a participat ca partid de sine stătător, dar a avut câțiva candidați independenți în județele Harghita, Covasna și Mureș.